# Jeolm-eun namja
Jeolm-eun namja (kor. 젊은 남자), znany również pod tytułem The Young Man – południowokoreański dramat kryminalny z 1994 roku.

## Fabuła
Lee Han to narcystyczny model. Manipuluje i wykorzystuje innych dla bogactw i heroizmu, popełnia morderstwa bez wyrzutów sumienia, wierząc, że jest niezwyciężony i zdolny kontrolować każdego. Pewnego dnia Lee poznaje bogatą i piękną Jae Yi, która może być jego szansą do osiągnięcia sukcesu.

## Obsada

### Role główne
- Lee Jung-jae jako Lee Han[2]
- Shin Eun-kyung jako Jae Yi[2]

### Role drugoplanowe
- Lee Eung-kyung jako Cha Seung Hye[2]
- Choi Jae Won jako Kim Joon[2]
- Kim Bo-yeon jako syn[2]
- Jeon Mi-seon jako Jin Yi[2]
- Jung Chan[3]
- Kwon Oh-jung jako Ho Joong[2]
- Kang Seong-jin jako Ji Dong[2]
- Myung Gye Nam jako PD Hwang[2]

### Role gościnne
- Kwon Nam Ki jako pracownik stacji benzynowej[2]